# Johann III. von Aarberg
Johann III. von Aarberg (* um 1410; † 1497) war Herr von Valangin.

## Leben
Johann III. von Aarberg war ein Sohn von Wilhelm von Aarberg-Valangin und der Jeanne de Beauffremont. Zu seiner Ausbildung weilte er in der Freigrafschaft Burgund, kehrte aber wahrscheinlich nach dem Tod seines Vaters im Jahre 1427 zurück und erneuerte im selben Jahr den Burgrechtsvertrag mit der Stadt Bern. Um 1430 heiratete er Louise von Neuenburg-Vaumarcus, mit der er zwei Söhne, Wilhelm (* um 1443; † 1483) und Claude (* vor 1447; † 1517) hatte.
Geprägt war Johanns Herrschaft von wiederholten Auseinandersetzungen mit seinen Untertanen um deren Freiheiten. Die diesen einst zugestandenen und im Stift zu Neuenburg aufbewahrten Freibriefe waren verbrannt und ihre Wiederherstellung erwies sich als schwierig, weil in ihnen elf Klassen von Untertanen mit unterschiedlichen Rechten und Pflichten aufgelistet gewesen waren. Es kam zu langwierigen Streitigkeiten mit vielen Zeugeneinvernahmen und schiedsgerichtlichen Urteilen, wobei jede Partei ihre Position aufzuwerten trachtete. Meist entschied das Forum Bern diese Streitfälle, wobei es überwiegend zugunsten Johanns von Aarberg urteilte. Dieser bestätigte aber immerhin 1455 die Freiheiten für die Bürger von Valangin, und 1464 verlieh er neue Freiheitsrechte an die Einwohner der Montagnes.
Johann von Aarberg half den Eidgenossen durch militärische Verstärkungen und engagierte sich nach der Schlacht bei St. Jakob an der Birs (26. August 1444) als Friedensstifter zwischen dem Dauphin Ludwig XI. und den Eidgenossen. Auch später trat er als Bundesgenosse der Letzteren auf, unterstützte sie 1445 bei den Belagerungen von Rheinfelden und Säckingen, nahm 1468 mit ihnen am Entsatz Mülhausens teil und war anschließend bei ihrem Angriff auf Waldshut anwesend. In den Burgunderkriegen (1474–77) kämpften die Truppen Johanns, trotz dessen verwandtschaftlicher Verbindungen zu führenden Geschlechtern Burgunds, ebenfalls an der Seite der Eidgenossen, so etwa 1476 in den Schlachten bei Grandson und Murten. Dabei weilten zwei seiner Söhne am Hof Karls des Kühnen; und außerdem war sein Reich, das Burgund benachbart war, oft Einfällen von dessen Soldaten ausgesetzt.
Mit großem Erfolg beteiligte sich Johann von Aarberg an zahlreichen Turnieren und frönte auch der Jagd, für die er sogar Falken erwarb, die er aus verschiedenen Teilen der Schweiz und Deutschlands herbeischaffte. Mit Wilhelm von Chalons pilgerte er nach Jerusalem. 1450 leistete er noch Johann von Freiburg, dem Grafen von Neuenburg, den Treueid, konnte sich aber unter dessen Nachfolgern de facto unabhängig machen, was Rudolf von Hochberg auch akzeptierte. Auf Johann von Aarberg folgte in der Herrschaft Valangin sein zweiter Sohn Claude.